# James Sherard
James Sherard (1 de julho de 1666 - 12 de fevereiro de 1738) foi um médico, farmacêutico e botânico britânico.
Filho de George e Mary Sherard. Irmão de William Sherard (1659-1728), também botânico. Trabalhou como aprendiz na farmácia Charles Watts em 1682. Obteve o título de doutor em medicina em Oxford, no ano de 1731. Casou-se com Susanna Lockwood.
James Sherard trabalhou como farmacêutico em Londres até 1720. Em 1728, trabalhou como professor de botânica em Oxford.
Foi nomeado membro da Royal Society em 1706. 

## Obras
- Hortus britanno-americanus - onde descreve 85 espécies de árvores americanas, susceptíveis de poderem ser introduzidas na Grã-Bretanha.
- Hortus Elthamensis, sive plantarum quas in Horto sue Elthami in Cantio collegit vir ornatissimus et præstantissimus... (1732).